# حديقة يويوغي

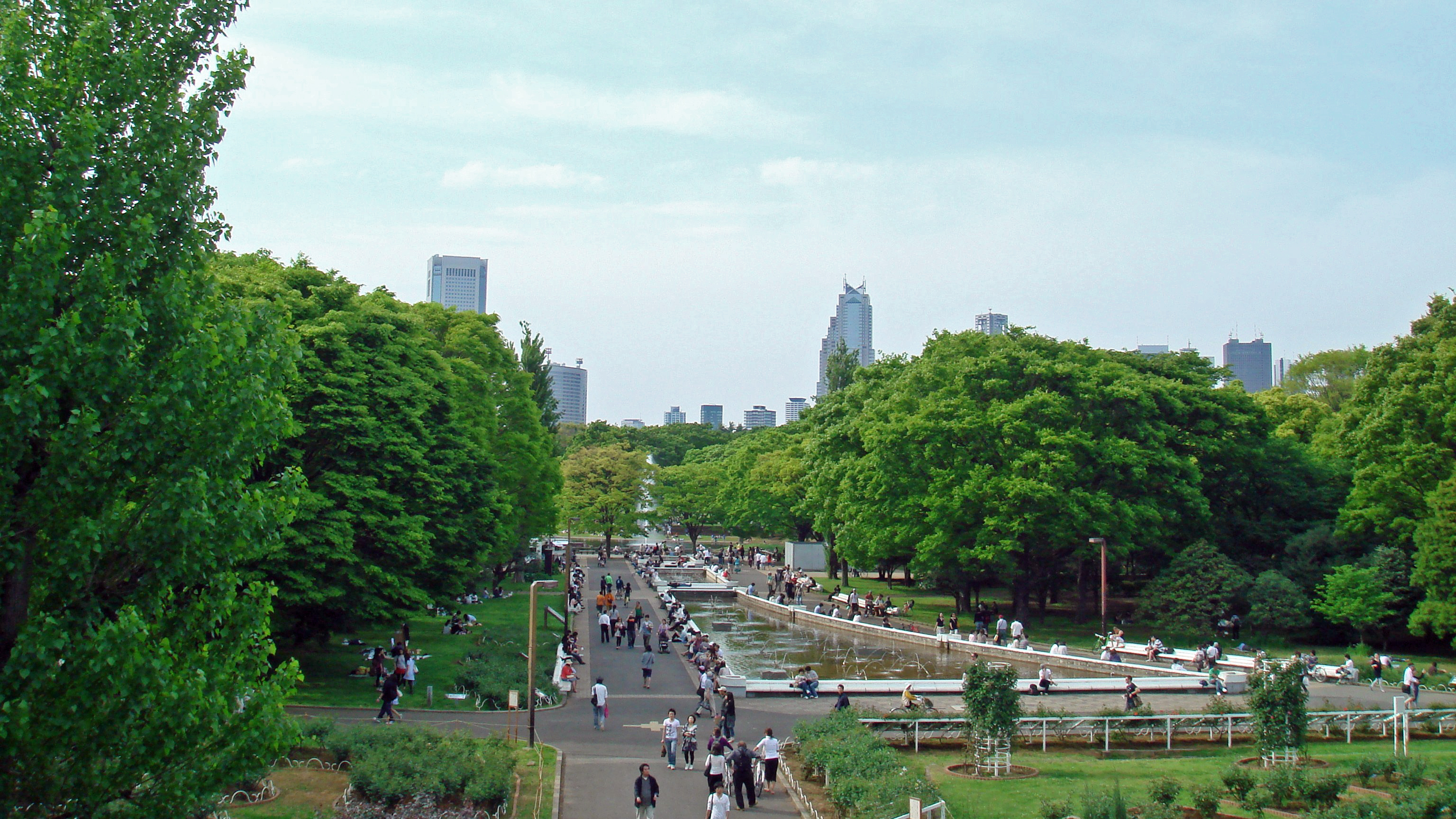
الشارع الرئيسي لمنتزه يويوغي.

حديقة يويوغي (باليابانية: 代々木公園 يويوغي كووين) هو واحد من أكبر الحدائق في طوكيو، اليابان تقع مجاورة لمحطة هاراجوكو و ضريح ميجي في شيبويا.
الموقع الحالي لمتنزه يويوغي كان موقع أول رحلة طائرة تعمل بنجاح في اليابان، في 19 ديسمبر 1910 على يد الكابتن توكوغاوا يوشيتوشي، الذي أصبح بعد ذلك أرض لعروض مواكب الجيش. وخلال فترة الاحتلال بعد الحرب العالمية الثانية، كان المنتزه موقع لإقامة موظفي الولايات المتحدة، ثم موقع لقرية الرياضيين في الألعاب الأولمبية الصيفية عام 1964. و صالة يويوغي للألعاب الوطنية التي استضافت السباحة والغطس وكره السلة في تلك الفترة صممت من قبل كنزو تانغي.
اليوم، الحديقة هي مكان استراحة شعبي، ولا سيما في أيام الأحد، حيث تستخدم كمكان تجمع للناس للتدريب على الموسيقى وممارسة فنون الدفاع عن النفس، الخ. كما أنه في الحديقة مسار للدراجات، وملعب لكرة السلة.